# Bledius femoralis
Bledius femoralis är en skalbaggsart som först beskrevs av Leonard Gyllenhaal 1827.  Bledius femoralis ingår i släktet Bledius, och familjen kortvingar. Arten är reproducerande i Sverige.